# シンス・ユー・ビーン・ゴーン
「シンス・ユー・ビーン・ゴーン」（Since You Been Gone）は、1976年にラス・バラード（元アージェント）のアルバム『Winning』に収録された楽曲。歌詞は自分の元を去った恋人を思い続ける気持ちが歌われている。失恋ソングであるが歌詞は非常に前向きなものである。
最も有名なヴァージョンは、1979年のレインボーによるカバーである。5枚目のアルバム『ダウン・トゥ・アース』収録時には「これはロックではない」と主張するコージー・パウエルと「どうしても収録する、収録しないならお前をクビにする」と言うリッチー・ブラックモアとの間で確執が起きたが（パウエルとブラックモアの張り合いで、殴り合いの喧嘩にまで発展したという逸話がある）、グラハム・ボネットのうなるようなボーカルと、幾度もキーチェンジされるコーラスが象徴的なこの曲は、パブロック的であった。しかしポップ路線に変更したこの曲は、1979年にアルバムからの第1弾シングルとしてリリースされ、全英シングルチャートでトップ10入りした。結局はレインボーの代表曲のひとつとなり、さまざまなアーティストがレインボーのヴァージョンをコピーしている。ちなみに、この曲はアメリカ市場を意識してリリースされた曲であるが、アメリカよりもイギリスでヒットしている。レインボーはこの後もポップ路線を進み、1981年には再びラス・バラードの曲「アイ・サレンダー（I Surrender）」を取り上げている。
このポップ路線はファンにも複雑な反応を引き起こした。当時熱狂的なレインボーのフォロワーだった広瀬和生は、アルバム『ダウン・トゥ・アース』を購入後、誤ってB面から再生し、流れてきたこの曲に驚愕したと述懐している。
ボーカルを担当したグラハム・ボネットにとっては、持ち歌になった。後に所属したアルカトラスのライブ・アルバム『ライヴ・センテンス』や、インペリテリのスタジオ・アルバム『スタンド・イン・ライン』でも、この曲を歌っており、2000年にはゲスト出演したANTHEMの日本ツアーでもアンコールに歌っている。
また、クイーンのブライアン・メイはレインボーがカバーしたヴァージョンを非常に気に入っており、さまざまなインタビューで「どんな曲が歌いたいか?」という質問に対し、この曲が気に入っていることを答えており、1993年のソロ・ツアーでは女性コーラスを従えて演奏された。メイはボーカルとリード・ギターを担当。ドラムはレインボー時代にこの曲に難色を示したコージー・パウエルが担当している。また、メイはこの曲のタイトルを「Since You Been Gone」から「Since You've Been Gone」に変更し（英文法としては「Since You've Been Gone」が正しい使い方）、「Since You've Been Gone」のリピートがある終盤は、レインボーのヴァージョンとはキーを変えて歌われた。この模様は1994年にリリースされた『Live at Brixton Academy』に収録されている。コージー・パウエルの事故死後もブライアン・メイのソロ・ツアーでは、コージー・パウエルに捧ぐ曲ということでセットアップされている。

## この曲をカバーしたアーティスト
- Clout
- シェリー&マリー・カリー
- ブライアン・ジョンソン
- クライマックス
- カンパニー・オブ・スネイクス
- ジェフ・スコット・ソート・バンド with ジョー・リン・ターナー
- ブライアン・メイ
- Hi-STANDARD
- インペリテリ
- Head East